# ラグビーワールドカップセブンズ
ラグビーワールドカップセブンズ（Rugby World Cup Sevens）は、ワールドラグビーが主催するセブンズ（7人制ラグビー）の世界大会。優勝カップはセブンズの発祥の地でもあるメルローズカップとして贈られる。
原則ラグビーワールドカップの中間年に開催される。2009年からは女子の部も同時開催。オリンピックで7人制ラグビーが正式種目になったことから、2022年大会を最後に終了（代わって、セブンズワールドシリーズにプレーオフとして世界選手権を2024-25シーズンより導入）。

## 歴代開催地・決勝戦結果

### 男子
| 開催年 | 開催地             | 優勝                    | スコア | 準優勝             |
| ------ | ------------------ | ----------------------- | ------ | ------------------ |
| 1993年 | エディンバラ       | · イングランド（1）     | 21–17  | · オーストラリア   |
| 1997年 | 香港               | · フィジー（1）         | 24–21  | · 南アフリカ共和国 |
| 2001年 | マル・デル・プラタ | · ニュージーランド（1） | 31–12  | · オーストラリア   |
| 2005年 | 香港               | · フィジー（2）         | 29–19  | · ニュージーランド |
| 2009年 | ドバイ             | · ウェールズ（1）       | 19–12  | · アルゼンチン     |
| 2013年 | モスクワ           | · ニュージーランド（2） | 33–0   | · イングランド     |
| 2018年 | サンフランシスコ   | · ニュージーランド（3） | 33–12  | · イングランド     |
| 2022年 | ケープタウン       | · フィジー（3）         | 29–12  | · ニュージーランド |

### 女子
| 開催年 | 開催地           | 優勝                    | スコア | 準優勝             |
| ------ | ---------------- | ----------------------- | ------ | ------------------ |
| 2009年 | ドバイ           | オーストラリア（1）     | 15-10  | ニュージーランド   |
| 2013年 | モスクワ         | · ニュージーランド（1） | 29-12  | · カナダ           |
| 2018年 | サンフランシスコ | · ニュージーランド（2） | 29-0   | · フランス         |
| 2022年 | ケープタウン     | · オーストラリア        | 24–22  | · ニュージーランド |